# Tricorynus coactus
Tricorynus coactus är en skalbaggsart som beskrevs av White 1965. Tricorynus coactus ingår i släktet Tricorynus och familjen trägnagare. Inga underarter finns listade i Catalogue of Life.